# ことりのロビン
『ことりのロビン』（Robin Robin）は、ダン・オジャリとマイキー・プリーズ監督、アードマン・アニメーションズ製作による2021年のイギリス・アメリカ合衆国の短編・ストップモーション・アニメーション・ミュージカル映画である。第94回アカデミー賞短編アニメ賞にノミネートされた。

## あらすじ
ネズミの家族に育てられたコマドリが成長し、人間の家に忍び込もうとするたびにその違いが明確になっていく。コマドリは大胆な泥棒を行うことで自分が本物の良いネズミであると証明しようとする。

## キャスト
- ロビン - ブロンテ・カーマイケル
- マグパイ - リチャード・E・グラント
- キャット - ジリアン・アンダーソン
- パパネズミ - アディール・アクタル（英語版）
- ディンク - アミラ・メイシー＝マイケル
- ピップ - トム・ペグラー
- フリーン - エンデヴァー・クラッターバック
- フリン - ミーガン・ハリス

## 製作
2019年11月、アードマン・アニメーションズとNetflixはダン・オジャリとマイキー・プリーズ監督、オジャリとプリーズとサム・モリソン脚本、ヘレン・アーゴとサラ・コックス製作による30分のストップ・モーションアニメのミュージカル・スペシャル『Robin Robin』の共同製作を発表した。2020年内の撮影開始が発表され、アードマン初のの塑像ではなくパペットを使用するプロジェクトであることが明らかになった。
2020年12月、ブロンテ・カーマイケル、リチャード・E・グラント、ジリアン・アンダーソン、アディール・アクタルがキャスティングされた。同月、ザ・ブックショップ・バンドが作曲家を務め、監督のダン・オジャリとマイキー・プリーズが作詞を担当することが明らかとなった。

## 公開
2019年11月22日、2020年内の配信予定が発表された。